# Hyphydrus barysomus
Hyphydrus barysomus är en skalbaggsart som beskrevs av Guignot 1959. Hyphydrus barysomus ingår i släktet Hyphydrus och familjen dykare. Inga underarter finns listade i Catalogue of Life.